# Wolfgang Dauth
Wolfgang Dauth (* 4. Mai 1983 in Nürnberg) ist Professor für Regionale Arbeitsmarktökonomie  an der Universität Bamberg und Leiter des Forschungsbereiches Regionale Arbeitsmärkte des Instituts für Arbeitsmarkt und Berufsforschung (IAB) in Nürnberg.

## Biographie
Wolfgang Dauth schloss 2008 sein Studium der Volkswirtschaftslehre an der Universität Erlangen-Nürnberg mit Diplom ab und war anschließend Stipendiat des Graduiertenprogramms des IAB und der Universität Erlangen-Nürnberg, wo er im Jahr 2012 promovierte. Er war als Gastforscher sowohl an der John F. Kennedy School of Government der Harvard University (2011) als auch am Massachusetts Institute of Technology in Cambridge (2014) tätig. Von 2014 bis 2021 hatte er eine Juniorprofessur für Empirische Regional- und Außenhandelsforschung an der Julius-Maximilians-Universität Würzburg inne.
Seit 2021 ist er Leiter des Forschungsbereiches Regionale Arbeitsmärkte des IAB in Nürnberg und Professor für Regionale Arbeitsmarktökonomie an der Otto-Friedrich-Universität Bamberg.
Darüber hinaus ist Wolfgang Dauth seit 2015 Mitglied des Ausschusses für Regionaltheorie und- politik des Vereins für Socialpolitik, seit 2017 Research Fellow des Forschungsinstituts für Zukunft der Arbeit (IZA), Mitherausgeber des Journals for Labour Market Research und Mitglied des Board of Associate Editors des Journal of Regional Science.

## Forschungsschwerpunkte
Zu seinen Forschungsschwerpunkten zählen unter anderem:
- Arbeitsmarkteffekte der Transformation durch Automatisierung und Decarbonisierung
- Berufliches Pendeln
- Matching auf regionalen Arbeitsmärkten
- Regionale Unterschiede

## Forschungsprojekte
- Deutsche Forschungsgemeinschaft (DFG): DFG-Schwerpunktprogramm 1764: Der deutsche Arbeitsmarkt in der Globalisierung: Herausforderungen durch Handel, Technologie und Demographie

## Publikationen
- Dauth, W., Findeisen, S., Moretti, E., Südekum, J., 2022, Matching in Cities, in: Journal of the European Economic Association, Vol 20(4).
- Dauth W., Findeisen, S., Suedekum, J., Woessner, N., 2021, The Adjustment of Labor Markets to Robots, in: Journal of the European Economic Association, Vol 19(6).
- Blien, U., Dauth, W., Roth, D., 2021, Occupational routine intensity and the costs of job loss: evidence from mass layoffs, in: Labour Economics, Vol 68.
- Dauth, W., Findeisen, S., Südekum, J., 2021, Adjusting to Globalization in Germany, in: Journal of Labor Economics, Vol 39(1).
- Dauth, W., Haller, P., 2020: Is there loss aversion in the trade-off between wages and commuting distances?, in: Regional Science and Urban Economics, Vol 83
- Dauth, W., Findeisen, S., Südekum, J., 2014, The Rise of the East and the Far East: German Labor Markets and Trade Integration, in: Journal of the European Economic Association, Vol. 12(6).